# کردوان علیا
کُردَوان عُلیا، روستایی است از توابع بخش کاکی شهرستان دشتی در استان بوشهر جنوب ایران.

## جمعیت
طبق آمار رسمی سال ۱۳۹۵ جمعیت آن ۶۹۶ نفر است.

## موقعیت
کردوان علیا در فاصله ۷۰ کیلومتری از مرکز شهرستان دشتی (خورموج) واقع شده‌است. این روستا، شمال رودخانه مند در منتهای جنوبی کوه مند قرار دارد و با روستاهای میته، زیارت ساحلی، اسماعیل‌محمودی، کردوان سفلی و کردوان رئیسی همجوار می‌باشد.

## مردمشناسی، زبان و گویش
مردم کردوان به گویش دشتی سخن می گویند.
- فایز دشتی: دوبیتی سرای پرآوازه

### فایز دشتی
زایر محمدعلی بن رئیس مظفر بن غلامعلی خان بن حاج درویش بن حاج محمدرضا کردوانی دشتی (مشور و متخلص به فایز دشتی) در سال ۱۲۵۰ق در کردوان متولد گشت. این شاعر دوبیتی و مرثیه سرای معروف تاریخ ادبیات ایران و زبان فارسی در اواخر عمر در گزدراز ساکن گشته و در سال ۱۳۳۰ق در همان روستا درگذشت و در شهر نجف مدفون است.

## عبابافی
صنعت عبابافی در استان بوشهر یکی از صنایع وابسته به شتر بوده‌است و هم‌اکنون تعداد محدودی کارگاه در روستای کردوان شهرستان دشتی به امر تولید پارچه عبا مشغولند؛ و از پشم نژاد شتر دشتی (ذبه) که از مهم‌ترین نژادهای شتر استان و از بهترین نژادهای پشمی کشور است که از پشم آن عباهایی بافته می‌شود که در داخل کشور و کشورهای حاشیه خلیج فارس از مقبولیت بالایی برخوردار است.